# Franciszek Ledke
Franciszek Rudolf Ledke (ur. 9 marca 1888 w Oksywiu (obecnie dzielnica Gdyni), zm. 9 kwietnia 1983 w Gdyni) – kaszub, szkutnik, założyciel pierwszej stoczni rybackiej w Polsce.

## Życiorys
Był trzecim z ośmiorga dzieci kamieniarza Franciszka Ledke oraz Emmy Marii Ledke z d. Fischer.
Od dzieciństwa do 1914 roku uczył się zawodu, a następnie pracował w warsztacie szkutniczym Fischera w Kolibkach (obecnie osiedle w Gdyni). Po wybuchu I wojny światowej został wcielony do wojska. Na froncie rosyjskim dostał się do niewoli. Po powrocie do Gdyni w 1918 roku ponownie podjął pracę u Fischera.
W 1919 roku w Gdyni założył własny warsztat szkutniczy, później przekształcony w Stocznię Rybacką i SR Nauta. Początkowo budował niewielkie łodzie, ale w 1922 roku zbudował pierwszy w Polsce kuter rybacki.
19 stycznia 1919 roku ożenił się z Martą Gertrudą Schmidtke. Mieli 8 dzieci: Alberta, Leona, Jana, Józefa, Helenę, Hildegardę Zofię, Klemensa Roberta i Stefana Wiktora.

## Ordery i odznaczenia
- Brązowy Krzyż Zasługi (11 listopada 1937) za zasługi w rzemiośle i pracy społecznej[3]